# Клетъчна теория
Клетъчната теория се основава на идеята, че клетката е основната структурна и функционална единица на всеки организъм. Теорията започва да се развива още през 17 век с развитието на първите микроскопи. Клетъчната теория е един от фундаментите на клетъчната биология.

## История
Клетката е открита от Робърт Хук през 1665 година. Той наблюдава много тънки срези от корк под микроскоп, на които вижда множество малки пори, които приличат на килиики във восъчна пита. Поради тази причина той ги нарича „клетки“ и до днес този термин се е запазил. Въпреки това Хук не е бил запознат със структурата и функцията им. Описанието на тези клетки, ученият дава в своя труд „Micrographia“. Неговите наблюдения не показват наличието на клетъчно ядро или на органели, които се откриват във всяка жива клетка.
Първият човек наблюдавал жива клетка под микроскоп е Антони ван Льовенхук, който през 1674 г. описва нишковидното зелено водорасло Спирогира и наименува малките движещи се обекти като „малки животни“. Най-вероятно Льовенхук е наблюдвал и прокариоти.
Заслугата за създаването на клетъчната теория, най-често се приписва на трима учени – Матиас Шлайден, Теодор Шван и Рудолф Вирхов.
Първите двама установяват през 1838 — 1839 година, че всички живи организми, са изградени от клетки, които имат сходна структура. Впоследствие клетъчната теория е допълвана и уточнявана и от други изследователи. Според съвременните представи тя е основна единица в живите организми, в тяхното устройство и функциониране. Тя притежава всички свойства, които отличават живата природа от неживата среда – способност сама да се обновява, регулира, организира, възпроизвежда и развива. С други думи, живата клетка притежава всички необходими структури, които чрез функциите си и осигуряват самостоятелно съществуване. Нарушаването на това структурно-функционално единство унищожава клетката.
Следователно клетката е най-малката цялостна жива система, възникнала в еволюцията на природата. Всяка друга природна форма, с по-просто от клетъчното устройство и функциониране не може да се приеме за жива.
Немският учен Рудолф Вирхов през 1858 г. доразвива клетъчната теория, посочвайки пътя по който възникват клетките. Единствено чрез делене на майчина клетка.

### Основни положения на клетъчната теория
1. Клетката е основна структурна и функционална единица на всички живи организми, най-малката единица на живота. Вън от клетката няма живот.
2. Клетките на всички едноклетъчни и многоклетъчни организми са сходни (хомологични) по своя строеж, химически състав, основна проява на жизнедеятелност и обмен на веществата.
3. Размножаването на клетките става по пътя на деленето им и всяка нова клетка се образува в резултат на делене на изходна (майчина) клетка.
4. В сложни многоклетъчни организми клетките са специализирани според изпълняваните от тях функции и образуват тъкани; от тъканите се състоят органи, които са тясно свързани помежду си и са подчинени на регулацията на нервните и хормонални системи.
5. Клетъчният строеж на организмите е свидетелство за това, че всичко живо има единен произход.

### Изключения
- Вирусите се считат за живи от някои, но те не са изградени от клетки. Вирусите имат много черти на живи организми, но според клетъчната теория те не спадат към живата природа.
- Първата клетка не произлиза от съществувала по-рано клетка. Няма точно първа клетка според дефиницитята на теорията.
- Митохондриите и хлоропластите имат собствен генетичен материал и се възпроизвеждат отделно от клетката.